# Последнее пристанище (фильм, 2000)
«Последнее пристанище» (англ. Last Resort) — британский кинофильм режиссёра польского происхождения Павла Павликовского, вышедший в 2000 году. В главных ролях Дина Корзун, Артём Стрельников и Пэдди Консидайн.

## Сюжет
Молодая русская женщина Таня вместе с сыном Артёмом прилетает в Лондон, где их должен встретить её жених. Когда он не приходит их встречать, Таня в отчаянии подаёт заявление на получение политического убежища. Так они попадают в лагерь беженцев, где должны в течение года ожидать от властей решения по их делу. К счастью, им удаётся повстречать здесь местного парня по имени Альфи, который предлагает им свою дружбу.

## В ролях
- Дина Корзун — Таня
- Артём Стрельников — Артём
- Пэдди Консидайн — Альфи
- Стив Перри — Лес
- Перри Бенсон — офицер иммиграционной службы
- Эдриен Скарборо — представитель совета

## Награды и номинации
- 2000 — приз за лучший британский фильм на Эдинбургском кинофестивале.
- 2000 — гран-при (Павел Павликовский) и приз лучшей актрисе (Дина Корзун) на Хихонском кинофестивале.
- 2000 — специальное упоминание ФИПРЕССИ (Павел Павликовский, Дина Корзун) на Лондонском кинофестивале.
- 2000 — 4 приза кинофестиваля в Салониках: «Золотой Александр» за лучший фильм (Павел Павликовский), приз ФИПРЕССИ (Павел Павликовский), лучшая актриса (Дина Корзун), лучший актёр (Пэдди Консидайн).
- 2000 — 4 номинации на Премию британского независимого кино: лучший британский независимый фильм, лучший режиссёр (Павел Павликовский), лучший сценарий (Павел Павликовский, Роуэн Джоффе), лучший дебютант (Дина Корзун).
- 2001 — премия BAFTA за самый многообещающий дебют (Павел Павликовский), а также номинация в категории «лучший британский фильм».
- 2001 — приз лучшей актрисе (Дина Корзун) на Братиславском кинофестивале.
- 2001 — номинация на премию Европейской киноакадемии в категории «европейское открытие года» (Павел Павликовский).